# Laaber Straße
Die Laaber Straße B13 is een Bundesstraße in de Oostenrijkse deelstaten Neder-Oostenrijk en Wenen.
De weg verbindt Brunn am Gebirge via Perchtoldsdorf, Wenen en Laab im Walde naar Tullnerbach, de weg is 17,5 km lang.

## Routebeschrijving
De B13 begint in Brunn am Gebirge op een kruising met de  B12 en loopt in westelijke richting door Perchtoldsdorf voor ze de deelstaatgrens met Wenen bereikt.
Wenen
De B13 loopt door de stad Wenen en heeft de volgende straatnamen Breitenfurter Straße, Willergasse, Willergasse, Ketzergasse en Hochstraße, waarna ze de deelstaatgrens met Neder-Oostenrijk bereikt
Neder-Oostenrijk
De B13 loopt verder door Breitenfurt bei Wien en Laab im Walde voor ze in  Tullnerbach eindigt op een kruising met de B44.

## Geschiedenis

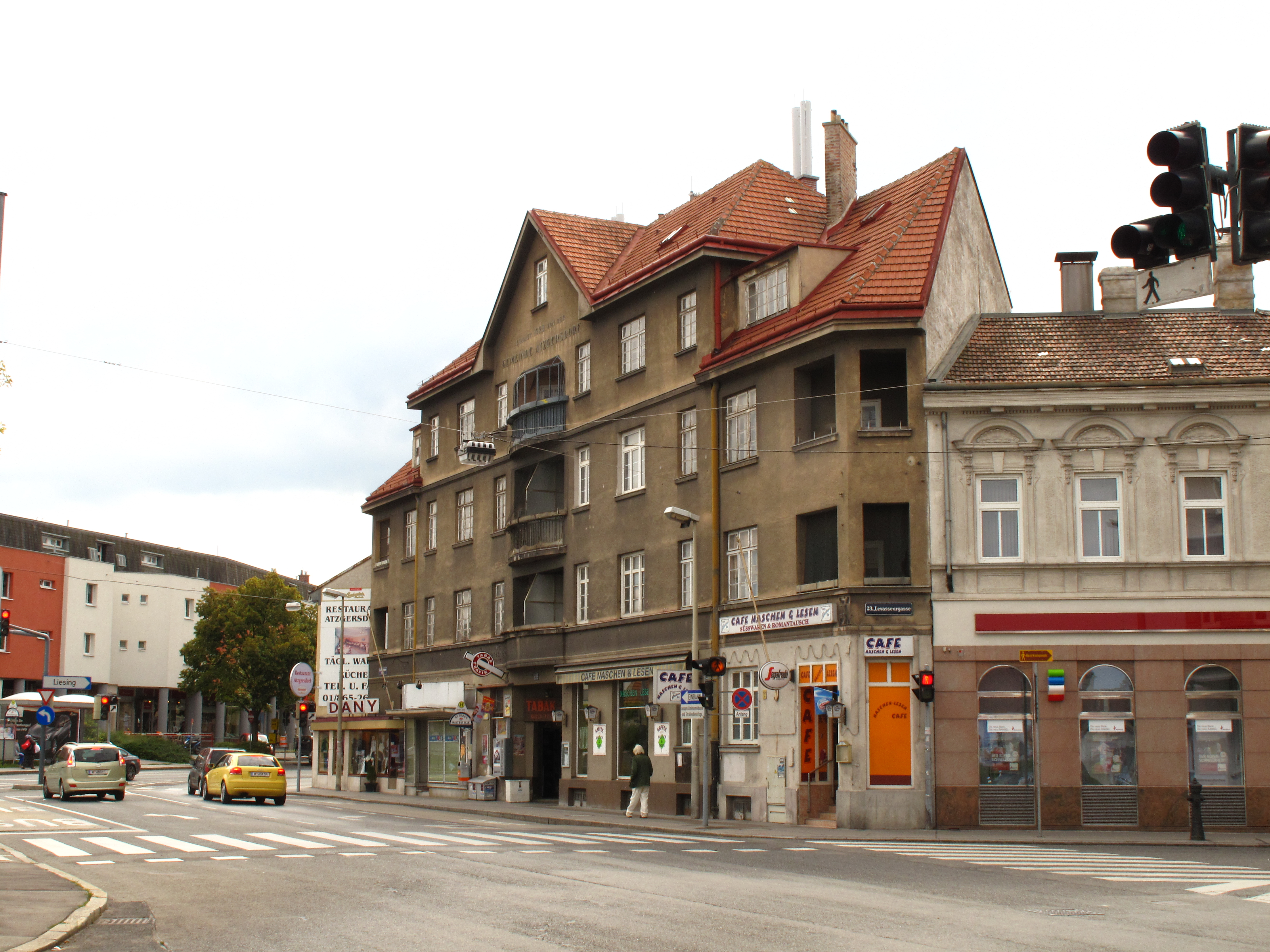
Breitenfurter Straße in Atzgersdorf

Die Atzgersdorfer Straße tussen Erlaa und Pressbaum was oorspronkelijk een privéweg van het Keizerlijk Bosbeheer en werd in 1827 door de staat overgenomen. Sinds 1 November 1827 had de weg twee tolstations in Kalksburg en Kaltenleutgeben, die de staat jaarlijks 4.900 Gulden opbrachten. Vanwege de kleine bovenregionale functie werd de weg in 1869 aan de deelstaat Neder-Oostenrijk gegeven en werd het een Landesstraße.
De Laaber Straße hoort sinds 1 januari 1972 tot de lijst met Bundesstraßen in Oostenrijk.
B1 · 
B2 · 
B3 · 
B4 · 
B5 · 
B6 · 
B7 · 
B8 · 
B9 · 
B10 · 
B11 · 
B12 · 
B13 · 
B14 · 
B15 · 
B16 · 
B17 · 
B18 · 
B19 · 
B20 ·  
B21 · 
B22 · 
B23 · 
B24 · 
B25 · 
B26 · 
B27 · 
B28 · 
B29 · 
B30 · 
B31 · 
B32 · 
B33 · 
B34 · 
B35 · 
B36 · 
B37 · 
B38 · 
B39 · 
B40 · 
B41 · 
B42 · 
B43 · 
B44 · 
B45 · 
B46 · 
B47 · 
B48 · 
B49 · 
B50 · 
B51 · 
B52 · 
B53 · 
B54 · 
B55 · 
B56 · 
B57 · 
B58 · 
B59 · 
B60 · 
B61 · 
B62 · 
B63 · 
B64 · 
B65 · 
B66 · 
B67 · 
B68 · 
B69 · 
B70 · 
B71 · 
B72 · 
B73 · 
B74 · 
B75 · 
B76 · 
B77 · 
B78 · 
B79 · 
B80 · 
B81 · 
B82 · 
B83 · 
B84 · 
B85 · 
B86 · 
B87 · 
B88 · 
B89 · 
B90 · 
B91 · 
B92 · 
B93 · 
B94 · 
B95 · 
B96 · 
B97 · 
B98 · 
B99 · 
B100 · 
B105 · 
B106 · 
B107 · 
B108 · 
B109 · 
B110 · 
B111 · 
B113 · 
B114 · 
B115 · 
B116 · 
B117 · 
B119 · 
B120 · 
B121 · 
B122 · 
B123 · 
B124 · 
B125 · 
B126 · 
B127 · 
B129 · 
B130 · 
B131 · 
B132 · 
B133 · 
B134 · 
B135 · 
B136 · 
B137 · 
B138 · 
B139 · 
B140 · 
B141 · 
B142 · 
B143 · 
B144 · 
B145 · 
B146 · 
B147 · 
B148 · 
B149 · 
B150 · 
B151 · 
B152 · 
B153 · 
B154 · 
B155 · 
B156 · 
B158 · 
B159 · 
B160 · 
B161 · 
B162 · 
B163 · 
B164 · 
B165 · 
B166 · 
B167 · 
B168 · 
B169 · 
B170 · 
B171 · 
B172 · 
B173 · 
B174 · 
B175 · 
B176 · 
B177 · 
B178 · 
B179 · 
B180 · 
B181 · 
B182 · 
B183 · 
B184 · 
B185 · 
B186 · 
B187 · 
B188 · 
B189 · 
B190 · 
B191 · 
B192 · 
B193 · 
B197 · 
B198 · 
B199 · 
B200 · 
B201 · 
B202 · 
B203 · 
B204 · 
B205 · 
B209 · 
B210 · 
B211 · 
B212 · 
B213 · 
B214 · 
B215 · 
B216 · 
B217 · 
B218 · 
B219 · 
B220 · 
B221 · 
B222 · 
B223 · 
B224 · 
B225 · 
B226 · 
B227 · 
B228 · 
B229 · 
B230 · 
B303 · 
B305 · 
B309 · 
B310 · 
B311 · 
B316 · 
B317 · 
B319 · 
B320